# Mulholland Falls
Mulholland Falls is een Amerikaanse neo noir-misdaadfilm uit 1996 die geregisseerd werd door Lee Tamahori. De hoofdrollen worden vertolkt door Nick Nolte, Chazz Palminteri, Melanie Griffith, John Malkovich en Jennifer Connelly.

## Verhaal
Begin jaren 1950 vormen politiedetective Maxwell Hoover en zijn partners Coolidge, Hall en Relyea een speciaal team van de Los Angeles Police Department (LAPD). De agenten zijn niet vies van geweld en gebruiken onorthodoxe methodes om hun stad te beschermen. Zo werpen ze Jack Flynn, die deel uitmaakt van de georganiseerde misdaad van Chicago, van een klif op Mulholland Drive. Deze gevaarlijke en onconventionele afschrikmethode wordt door de agenten "Mulholland Falls" genoemd.
Op een dag moeten de vier agenten de mysterieuze moord van een jonge vrouw onderzoeken. Haar verbrijzelde lichaam wordt teruggevonden op een bouwwerf. Al snel blijkt dat Hoover de vrouw, genaamd Allison Pond, kent. Volgens de wetsdokter is ze gestorven op de plaats waar haar lichaam werd gevonden en lijkt het alsof ze van een klif gesprongen is, hoewel er in de buurt van de bouwwerf geen kliffen zijn.
De politiedetectives ontvangen een filmrol waarop te zien is hoe Allison in een motelkamer seks heeft met Thomas Timms. Hoover komt vervolgens te weten dat Allisons homoseksuele vriend Jimmy Fields de maker van de film is. Fields vermoedt dat Allison vermoord werd door generaal Thomas Timms en geeft bovendien toe dat hij nog meer films in zijn bezit heeft, waaronder een film van Allison en Hoover. Hall en Relyea krijgen de opdracht om Fields te beschermen, maar de agenten worden met zwaar geschut aangevallen. Fields maakt van de gelegenheid gebruik om te vluchten, waarna hij dood wordt teruggevonden op het strand.
De wetsdokter is inmiddels tot de vaststelling gekomen dat een stuk glas dat in de voet van Allison werd teruggevonden radioactief is. Als een gevolg brengen de politiedetectives een bezoekje aan het kernwapentestgebied in Nevada. Op de legerbasis worden ze tegengehouden door kolonel Fitzgerald, die hen uiteindelijk naar de gepensioneerde generaal Thomas Timms leidt. Timms is het hoofd van de Atomic Energy Commission. Hij geeft toe dat hij een affaire had met Allison, maar beweert dat hij een alibi heeft voor de dag van haar moord.
Vervolgens begint ook de FBI zich met de zaak te bemoeien. Enkele FBI-agenten willen de film van Allison en Thomas Timms te pakken krijgen. Terwijl Hoovers echtgenote Kate machteloos toekijkt, zetten ze tevergeefs Hoovers hele huis op stelten om de film te bemachtigen. Wat later besluiten ze Hoover onder druk te zetten door de film van hem en Allison naar zijn thuisadres te sturen. Zijn echtgenote Kate bekijkt de film, waardoor haar huwelijk met Hoover op de helling komt te staan.
Nadien krijgt Hoover een telefoontje van kolonel Fitzgerald, die de overige kopieën van de film van Hoover en Allison wil ruilen tegen de film van generaal Timms en Allison. Hoover komt tot de vaststelling dat de film die hij in zijn bezit heeft meer bevat dan enkel een geheime liefdesaffaire. Op de film zijn ook beelden te zien van een geheim hospitaal op het kernwapentestgebied in Nevada.
Hoover en zijn partner Coolidge reizen naar de legerbasis om de film te ruilen. Terwijl ze naar de woning van generaal Timms gereden worden, schudden ze hun bewakers af. Hoover neemt een kijkje in het geheime hospitaal en ontdekt verschillende zwaargewonde soldaten die als proefkonijnen voor de atoomproeven gebruikt werden. Wanneer hij vervolgens generaal Timms confronteert met de waarheid komt hij te weten dat ook Timms aan kanker lijdt en niet lang meer te leven heeft. De generaal ontkent nog steeds dat hij Allison heeft laten vermoorden.
Hoover en Coolidge worden met een C-47 terug naar Los Angeles gevlogen. De twee krijgen tijdens hun vlucht het gezelschap van kolonel Fitzgerald en diens hulpje. Coolidge merkt dat hun vliegtuig geen deur heeft, waardoor Hoover uitdoktert dat Allison uit een vliegtuig geworpen werd. Hij beseft dat Allison zonder medeweten van Timms vermoord werd door kolonel Fitzgerald. Om te voorkomen dat ook hij en zijn partner uit het vliegtuig geworpen worden, proberen de twee agenten kolonel Fitzgerald en diens hulpje te overmeesteren. De politiedetectives winnen het gevecht en werpen de twee militairen uit het vliegtuig. Eens het vliegtuig geland is, ontdekt Coolidge dat hij geraakt is door een kogel. Hij sterft in de armen van Hoover.
Na de begrafenis van Coolidge probeert Hoover om de relatie met zijn echtgenote te herstellen. Kate legt uit dat haar hart nog steeds gebroken is, waarna ze alleen wegwandelt over het kerkhof.

## Rolverdeling
| Acteur            | Personage               |
| ----------------- | ----------------------- |
| Nick Nolte        | Maxwell "Max" Hoover    |
| Melanie Griffith  | Katherine "Kate" Hoover |
| Chazz Palminteri  | Ellery Coolidge         |
| Michael Madsen    | Eddie Hall              |
| Chris Penn        | Arthur Relyea           |
| Treat Williams    | Kolonel Fitzgerald      |
| Jennifer Connelly | Allison Pond            |
| Andrew McCarthy   | Jimmy Fields            |
| John Malkovich    | Generaal Timms          |
| Daniel Baldwin    | FBI-agent McCafferty    |
| Kyle Chandler     | De kapitein             |
| William Petersen  | Jack Flynn              |
| Bruce Dern        | Politiechef Bill Parker |
| Rob Lowe          | Flynns partner          |
| Louise Fletcher   | Esther                  |
| Aaron Neville     | Nachtclubzanger         |